# جيم فيلان (كرة سلة)
جيم فيلان (بالإنجليزية: Jim Phelan)‏ مواليد 19 مارس 1929 في فيلادلفيا، هو لاعب كرة سلة أمريكي سابق تحول إلى التدريب بعد الاعتزال. بدأ مسيرته الاحترافية في سنة 1953. تم اختياره من قبل فريق غولدن ستايت ووريورز خلال الدرافت. اعتزل اللعب في 1954.

## روابط خارجية
- جيم فيلان على موقع إن بي أي (الإنجليزية)
- جيم فيلان على موقع سبورتس رفرنس (الإنجليزية)
- جيم فيلان على موقع كلية كرة السلة في سبورتس رفرنس.كوم (الإنجليزية)
- جيم فيلان على موقع ريلجم (الإنجليزية)
- جيم فيلان على موقع قاعة المشاهير الجامعة الوطنية لكرة السلة (الإنجليزية)
- جيم فيلان على موقع كلية كرة السلة في سبورتس رفرنس.كوم (الإنجليزية)